# Bătălia de la Zama
Bătălia de la Zama care a avut loc în jurul datei de 19 octombrie 202 î.Hr., a fost bătălia finală și decisivă a celui de-al doilea război punic. Armata romană condusă de Publius Cornelius Scipio a înfrânt armata cartagineză condusă de Hannibal Barca.
La fel ca la Cannae, întâlnirea dintre romani și Hannibal trebuia să fie la scară largă. Fiecare armată avea de la 35000 la 40000 de oameni. Hannibal avea însă din nou elefanți, dar infanteria lui era de mult mai slabă calitate decât cea a legionarilor lui Scipio. În plus Scipio avea și avantajul că reușise să achiziționeze cavalerie numidiană.
Scipio a încercat să folosească aceleași tactici pe care le-a folosit Hannibal în lupte, dar nu i-a reușit. 
Romanii erau așezați în 3 rânduri, creând o rezervă foarte eficientă în spate. Pe partea stângă se afla cavaleria aliaților Italieni, pe când pe partea dreaptă se aflau cavaleria numidiană.
Hannibal își aranjase armata tot în trei rânduri. Mercenarii erau în primul rând, al doilea rând era format din forțele cartagineze, și, ultimul rând era format din veteranii campaniei din Italia. Exact în fața armatei a așezat elefanții. Pe partea stângă se afla cavaleria numidiană, iar pe partea dreaptă cea cartagineză.
Soarta luptei a fost decisă în momentul în care cavaleria romană și cea numidiană, oprindu-se din urmărirea călăreților punici, au ajuns în spatele armatei lui Hannibal. Victoria a fost deplină, și îndelungul război s-a terminat. În urma acestei lupte Publius Cornelius Scipio a fost numit Africanus, cuceritorul Africii. Hannibal a scăpat cu viață și s-a întors în Cartagina unde a propus negocieri.

## Preludiul

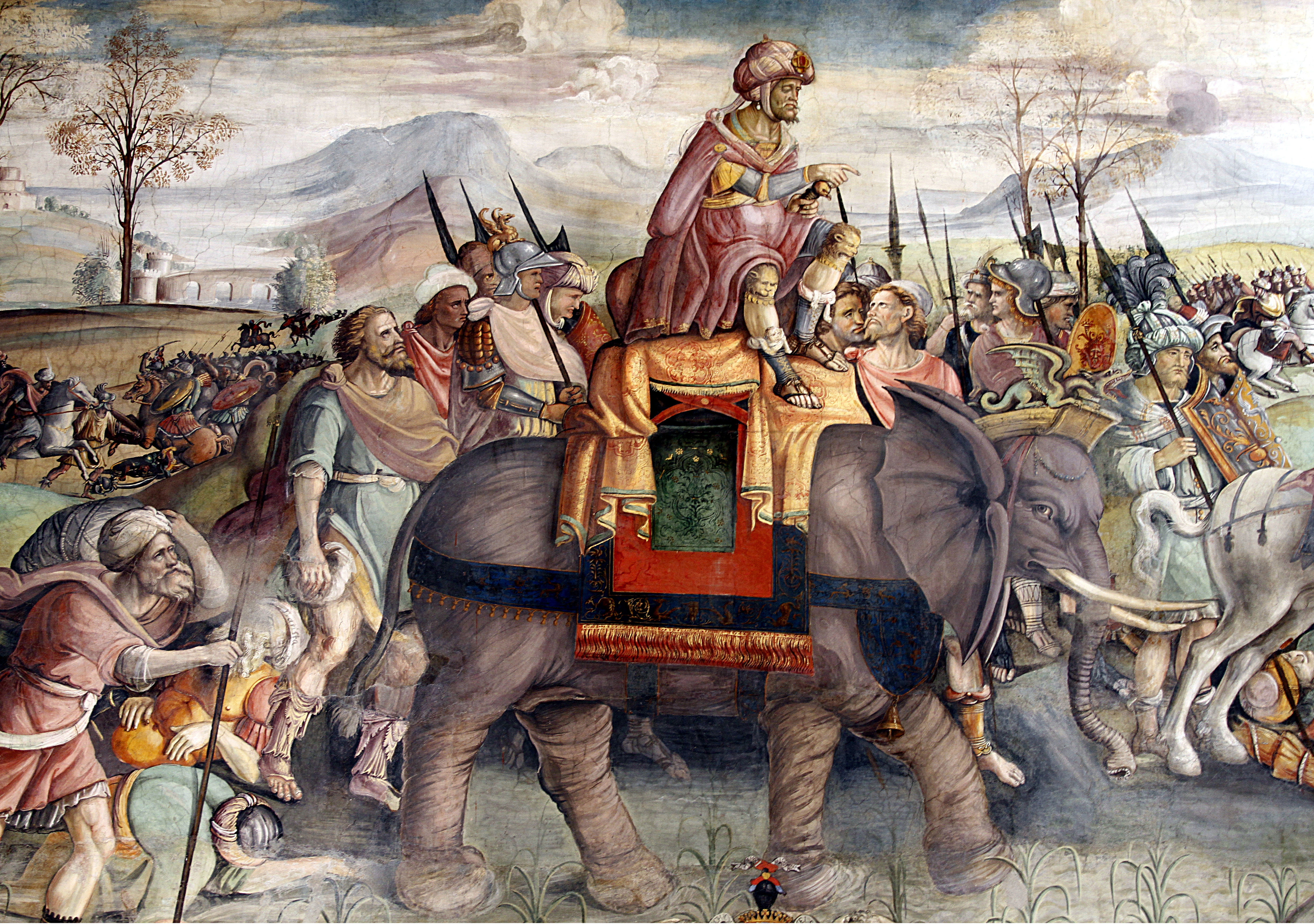
Hannibal traversând Alpii

Traversând Alpii, Hannibal a ajuns în peninsula italiană în 218 î.Hr. și a obținut mai multe victorii importante împotriva armatelor romane. După ce nu au reușit să-l învingă pe Hannibal și să-l alunge din Italia, romanii au schimbat strategia și au decis să atace Cartagina, forțând cartaginezii să-l cheme pe Hannibal. El era încă în Italia, în sudul peninsulei, atunci când Scipio a debarcat în Africa în 203 î.Hr.
După victoria decisivă  a lui Scipio în bătălia de la Ilipa în Spania în 206 î.Hr., Iberia a fost ocupată de către romani. În 205 î.Hr., Scipio s-a întors la Roma, unde a fost ales consul cu un vot unanim. Scipio, suficient de puternic acum, a propus să pună capăt războiului prin invadarea directă în țara de origine a anihilatorului cartaginez ce devastase Italia.
Senatul s-a  opus inițial acestui proiect ambițios propus de Scipio, convins de Fabius Maximus care considera că era mult prea periculos. Cu toate acestea, Scipio și susținătorii săi au convins Senatul în cele din urmă să ratifice planul, și Scipio a primit autoritatea necesară pentru invadarea. A primit însa doar putini soldați și a navigat în Sicilia, cu un grup de 7.000 de voluntari eterogeni. El a   autorizat, de asemenea, să angajeze trupele staționate în Sicilia, care au constat în rămășițe Legiunilor V si VI, exilate în insulă ca o pedeapsă pentru umilirea suferita în Bătălia de la Cannae .:96:119
Scipio a continuat consolidarea trupelor sale cu dezertori locale. A debarcat la Utica și a învins armata cartagineză la Bătălia de la Mariile Campuri în 203 î.Hr.. Panicați, cartaginezii au considerat că nu au altă alternativă decât să facă pace cu Scipio în termeni generoși. Conform tratatului, Cartagina putea păstra teritoriul său african, dar pierde imperiul de peste marea mediterana. Masinissiei i-a fost permis să se extindă în Numidia și în alte părți ale Africii. De asemenea, Cartaginei i-a fost redusă flota și a trebuit să plătească o despăgubire de război. Senatul roman a ratificat tratatul. Cartaginezul  Hannibal încă se afla în Italia în 203 î.Hr.. Între timp, cartaginezii au încălcat armistițiul prin capturarea unei flote romane blocate în Golful Tunis și jefuind-o de provizii. Cartaginezii nu credeau că tratatul e avantajos și l-au respins.
.

## Desfășurarea de trupe

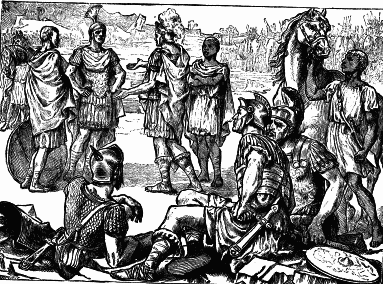
Întâlnirea dintre Hannibal și Scipio înainte de luptă

Hannibal a condus o armată formată din mercenari, cetățenii locali și veterani din campaniile sale italiene, și Scipio a condus armata formată din legionari, împreună cu un corp de cavalerie numidiana.
Bătălia a avut loc la Zama Regia, aproape de Siliana la 130 km sud-vest de capitala Tunis. Hannibal a fost primul care a ajuns la câmpiile de la Zama Regia, pentru a potrivi și manevra cavaleria. Acest lucru i-a oferit un avantaj, spre deosebire de  Scipio care  s-a bazat foarte mult pe cavaleria grea romană și cavaleria ușoară Numidiana. Hannibal și-a trimis trupele să se confruntă la  nord-vest, în timp ce Scipio disloca  trupele sale în fața armatei cartagineze spre sud-est.

Armata lui Hannibal a constat în 45.000 de infanteriști, 4.000 de călăreți și 80 de elefanți de război, în timp ce Scipio a avut în total 34.000 de infanteriști și 6.000 de călăreți. Cavaleria sa, fiind dispusă pe flancuri, Hannibal a aliniat restul trupelor sale din cele trei linii drepte în spatele elefanților. Prima linie a constat în infanteria mixtă de mercenari din Galia, Liguria, și Insulele Baleare. În al doilea rând, el a dispus soldați cartaginezi și libieni, în timp ce veteranii săi din Italia au fost plasați în linia a treia. Hannibal a intenționat să mențină spatele liniei sale de infanterie a  treia, în scopul de a contracara tendința lui  Scipio de a fixa centrul cartaginez și de a învălui liniile adversarului său, cum făcuse anterior în Bătălia de la Ilipa.  Livius afirmă că Hannibal a dislocat 4000 macedoneni în al doilea rând, care este  contrar versiunii și propagandei romane, deși T Dorey a sugerat că ar fi putut exista un bob de adevăr în povestea în cazul în care cartaginezii au recrutat un număr neînsemnat de mercenari din Macedonia.
Scipio a desfășurat armata în trei rânduri: prima linie a fost compus din hastati, a doua linie de Principes și a treia linie de Triarii. Aripa dreaptă puternică a fost compusă din cavaleria numidiană și comandată de Masinissa, în timp ce partea stângă a fost compusă din cavalerie italiană, sub comanda lui Laelius. Cea mai mare preocupare pentru Scipio au fost elefanții. El a venit cu un plan ingenios de-ai contracara.

Scipio știa că elefanții putea fi comandați pentru a înainta, dar aceștia puteau continua doar într-o linie dreaptă. Scipio a prezis că, deschizând lacune în trupele sale, elefanții puteau trece pur și simplu între ele, fără a atinge soldații. Scipio a creat benzi dintre regimentele armatei pe adâncimea trupelor sale și le-a ascuns cu maniples de sulitari. Planul a fost că atunci când elefanții se apropiau, aceste benzi se vor deschide, permițându-le să treacă printre rândurile legionarilor "și să fie anihilati din spate.
Hannibal și cartaginezii s-au bazat pe superioritatea cavaleriei în luptele anterioare, cum ar fi Cannae, dar Scipio, recunoscând importanța lor, a avut loc avantajul cavaleriei de la Zama. Acest lucru s-a datorat în parte ridicării unui nou regiment de cavalerie în Sicilia și avându-l pe Masinissa ca aliat.
Hannibal probabil spera ca o combinație de elefanți de război și armata mixta din primele două linii ar slăbi și dezorganiza avansul roman. Acest lucru i-ar fi permis o victorie cu rezervele sale din a treia linie care să elimine liniile Scipio. Deși planul a fost bine conceput, nu a reușit să producă o victorie cartagineză. Cei doi generali s-au întâlnit față-în-față înainte de luptă.

## Bătălia

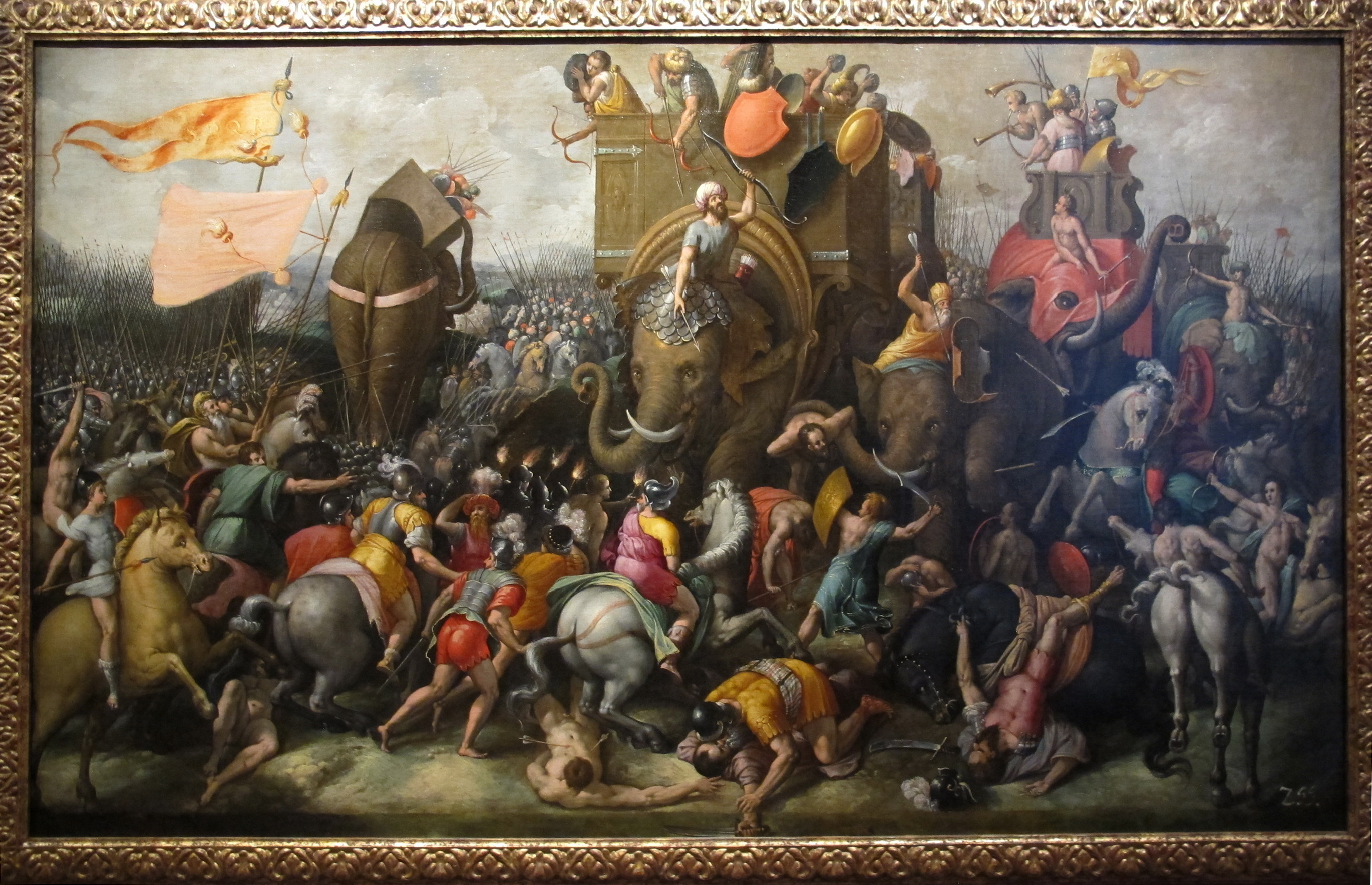
Batalia de la Zama

La începutul luptei, Hannibal a declanșat atacul elefanților și sulițașilor săi împotriva trupelor romane, în scopul de a le rupe linia. Atacul a fost respins de lăncierii romani. În plus, Scipio a ordonat cavaleriei să sufle în cornuriuri, producând sunete puternice pentru a speria animalele, manevră parțial reușită, iar mai mulți elefanți s-au dezlănțuit, întorcându-se spre aripa cartagineză stânga, pe care au dezorganizat-o complet. Profitând de ocazie, Masinissa a condus cavaleria lui Numidiana și a distrus aripa stângă cartagineză, compusă tot din cavalerie numidiană, ademenita din necunoștință pe teren. Între timp, restul de elefanți au fost atrași în partea din spate a armatei romane, unde au fost anihilați. Planul lui Scipio pentru a neutraliza amenințarea elefanților a funcționat. Trupele sale au reintrat în formațiunea clasică de luptă. Laelius, comandantul aripii stângi, a atacat aripa dreaptă cartagineză. Cavaleria cartagineză, pe baza instrucțiunilor date de Hannibal, a permis cavaleriei romane s-o urmărească, pentru a o ademeni departe de câmpul de luptă, astfel încât să nu atace armatele cartagineze din spate.

Scipio a mărșăluit spre centrul armatei cartagineze, aflat sub comanda directă a lui Hannibal. Acesta a înaintat primele două linii de soldați, a treia linie, de veterani, a fost păstrată în rezervă. După confruntare, prima linie a lui Hannibal a fost împinsă înapoi de hastații romani. Hannibal a ordonat liniei a doua să nu permită soldaților din prima linie să intre în rândurile lor. Cea mai mare parte dintre ei au reușit să scape și să se poziționeze pe aripile linii secunde, la instrucțiunile lui Hannibal.

O luptă furioasa a  urmat și hastatii romani au fost împinsi înapoi cu pierderi grele. Scipio a întărit hastatii cu două trupe principes. Cu linia consolidată, romanii au învins a doua linie a lui Hannibal. Din nou, a doua linii nu i sa permis să fuzioneze cu linia a treia și a fost forțată să se plaseze pe flancuri, împreuna cu rămășitele primei linii. Cavaleria cartagineză a  îndeplinit instrucțiunile lui Hannibal  și nu a existat nici un semn de cavalerie romană pe câmpul de luptă. După ce s-au îndepărtat suficient de mult, călăreții cartaginezi s-au întors și au atacat cavaleria romană, dar au fost dirijate în cele din urmă. În acest moment nu a existat o pauză de lupta dintre ambele părți ca să-și redistribuie trupele  .  Scipio, din  timp a redistribuit trupele sale într-o singură linie cu hastati în mijloc și Principes în flancurile interioare și TRIARII pe flancurile exterioare. Hannibal a așteptat ca Scipio să atace. Conflictul rezultat a fost acerb și sângeros. Cu toate acestea, Scipio a fost capabil să-și mobilizeze oamenii și să transforme lupta în favoarea lui. Cavaleria romană a revenit pe câmpul de luptă și a atacat linia cartagineză din spate. Infanteria cartagineză a fost încercuită și anihilată. Mii de cartaginezi, inclusiv Hannibal, au reușit să scape .
Hannibal a cunoscut o mare înfrângere care a pus capăt carierei sale militare plină de bătălii victorioase. În total, aproximativ 20.000 de oameni din armata lui Hannibal au fost uciși la Zama, în timp ce 20.000 au fost luați ca prizonieri. Romanii pe de altă parte, au pierdut 2.500 soldati.

## Consecințe

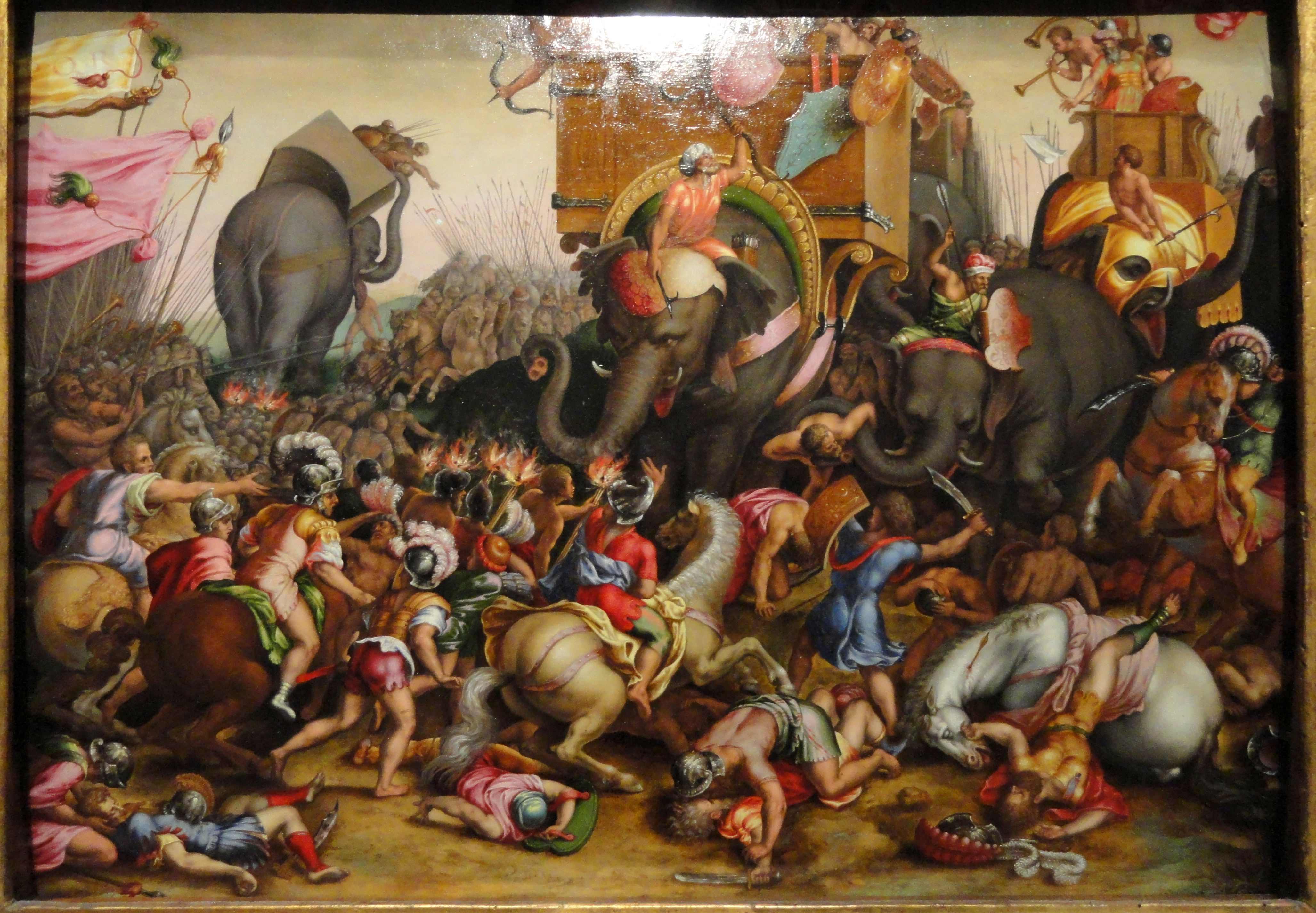

La scurt timp după victoria lui Scipio la  Zama, războiul s-a încheiat cu un tratat de pace dintre Cartagina si Senatul Roman. Spre deosebire de tratatul care a pus capăt  primului război punic , termenii  impusi au fost duri:
- să renunțe la flotă

- să recunoască cucerirea peninsulei Iberice de către Roma

- să devină stat dependent de Roma

- să cedeze toți elefanții de război

- să plătească 10000 de taleri pe an

- să accepte că nu va putea declara război unei țări fără acordul Romei

- să îl demită pe Hannibal din funcția de general.

În urma acestui război, Roma, de la o putere regională, a devenit o putere imperială internațională, stăpânind Peninsula iberică, imperiul Cartaginez, și urmând să-și întoarcă atenția asupra estului mediteranei.
Hannibal, după un timp a fost ales consul în Cartagina, dar romanii au fost informați că Hannibal ar dori să se alieze cu Imperiul Seleucid, și au dedus că vrea să îi atace pentru a doua oară. Prin urmare Hannibal a fugit din Cartagina și pentru a nu fi capturat de către romani, s-a sinucis prin otrăvire la Libyssa în iarna dintre 183 Î.Hr. și 182 Î.Hr. În același timp a murit și Scipio ostracizat de Roma.
Când Roma a purtat un al treilea război punic cu Cartagina aproximativ 50 de ani mai târziu, cartaginezii aveau puțină energie și nu l-au mai putut învinge nici măcar pe vârstnicul Masinissa în Africa. Ei au putut totusi să apere orașul lor de origine, care, după un asediu prelungit, a fost capturat și distrus complet. Doar 55.000 au supraviețuit. 

## Tactici

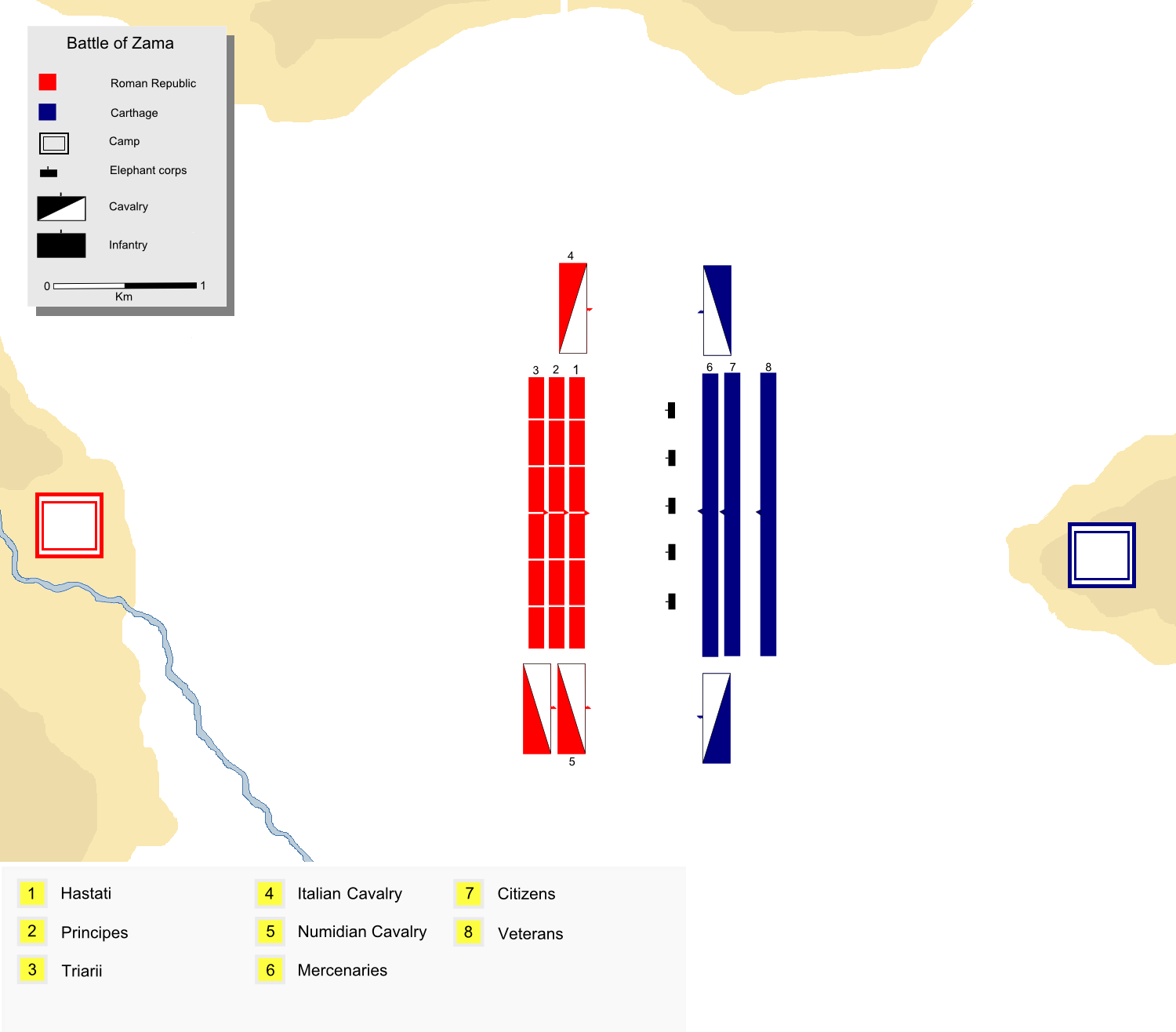
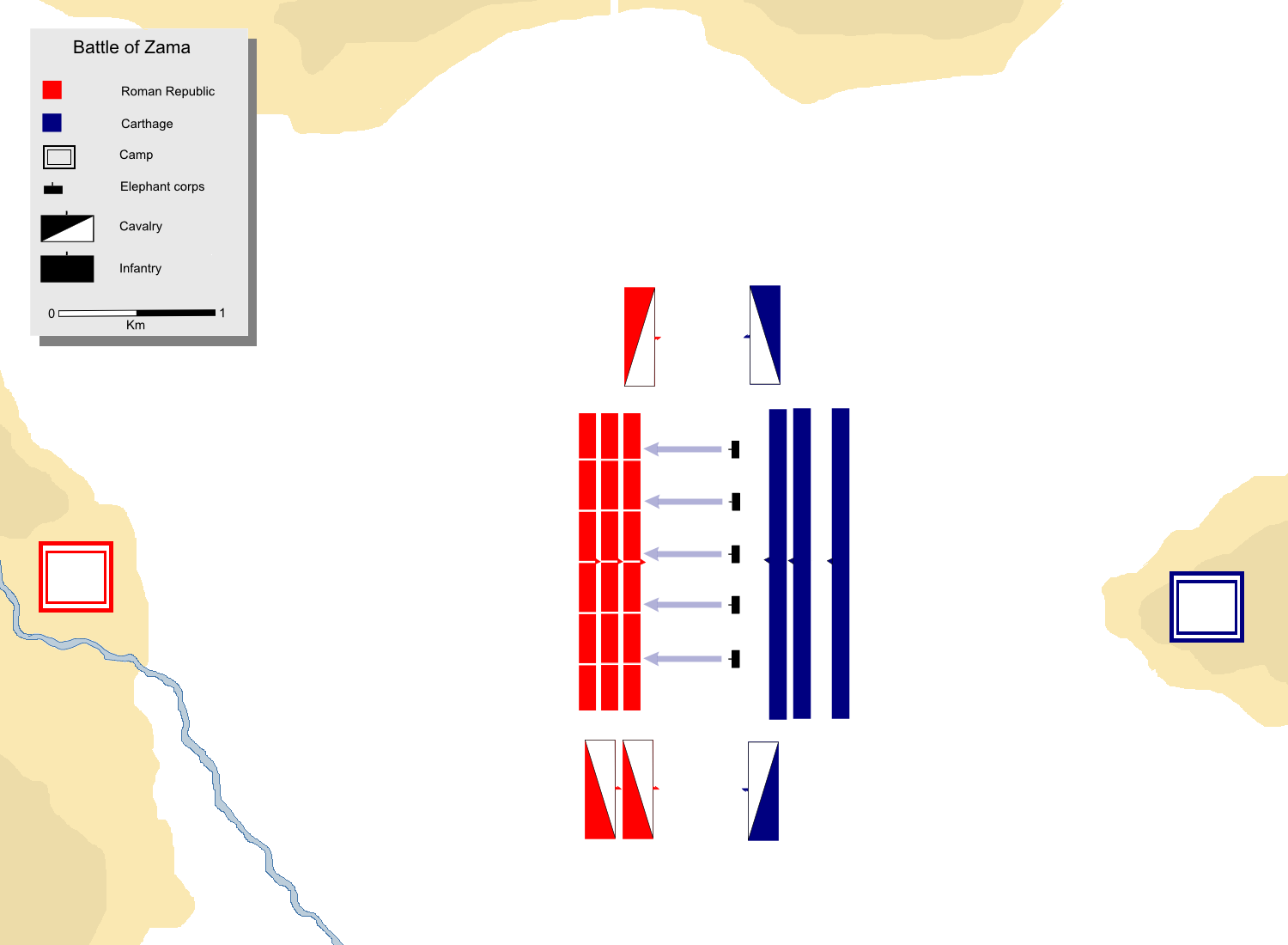
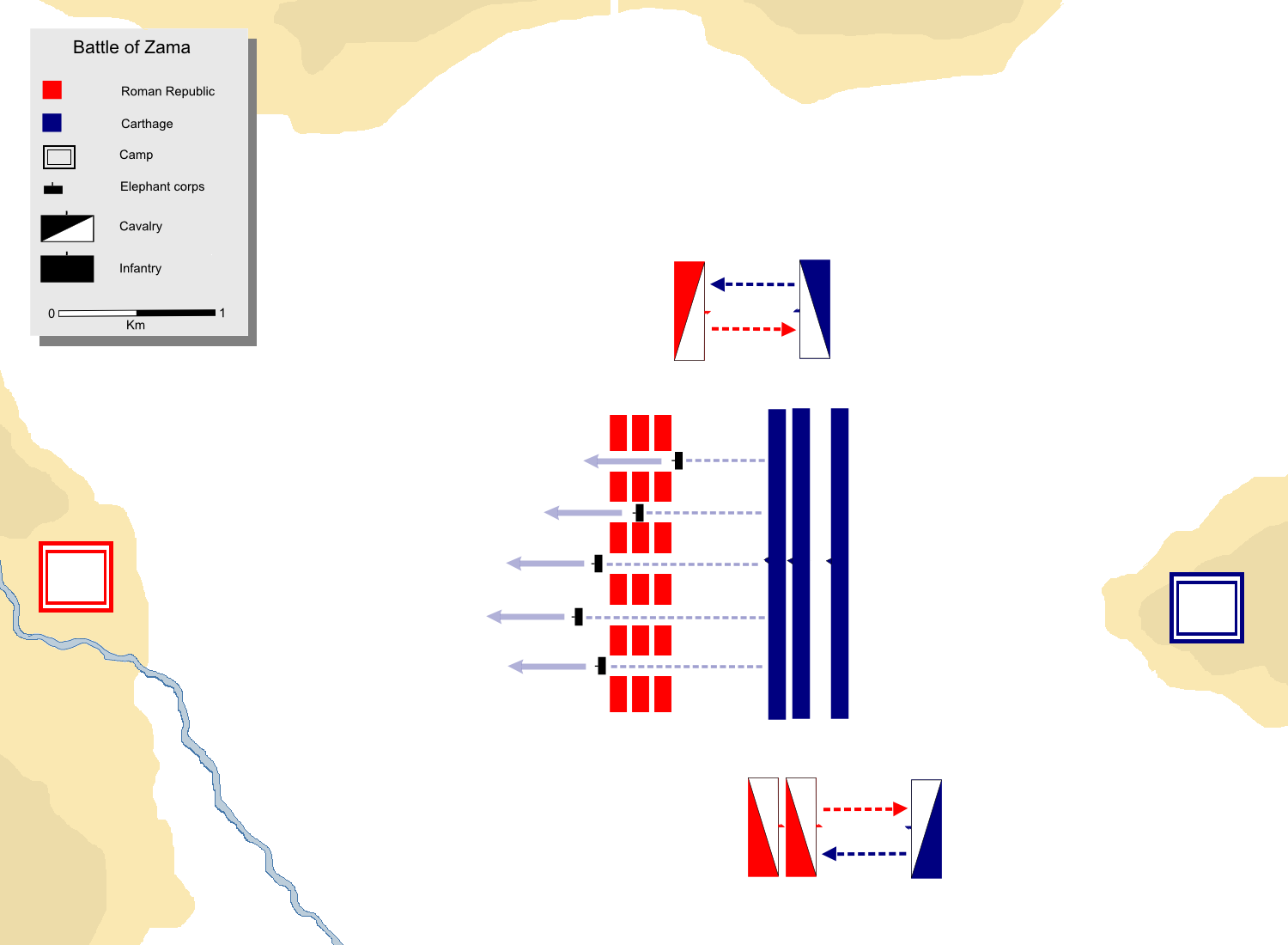
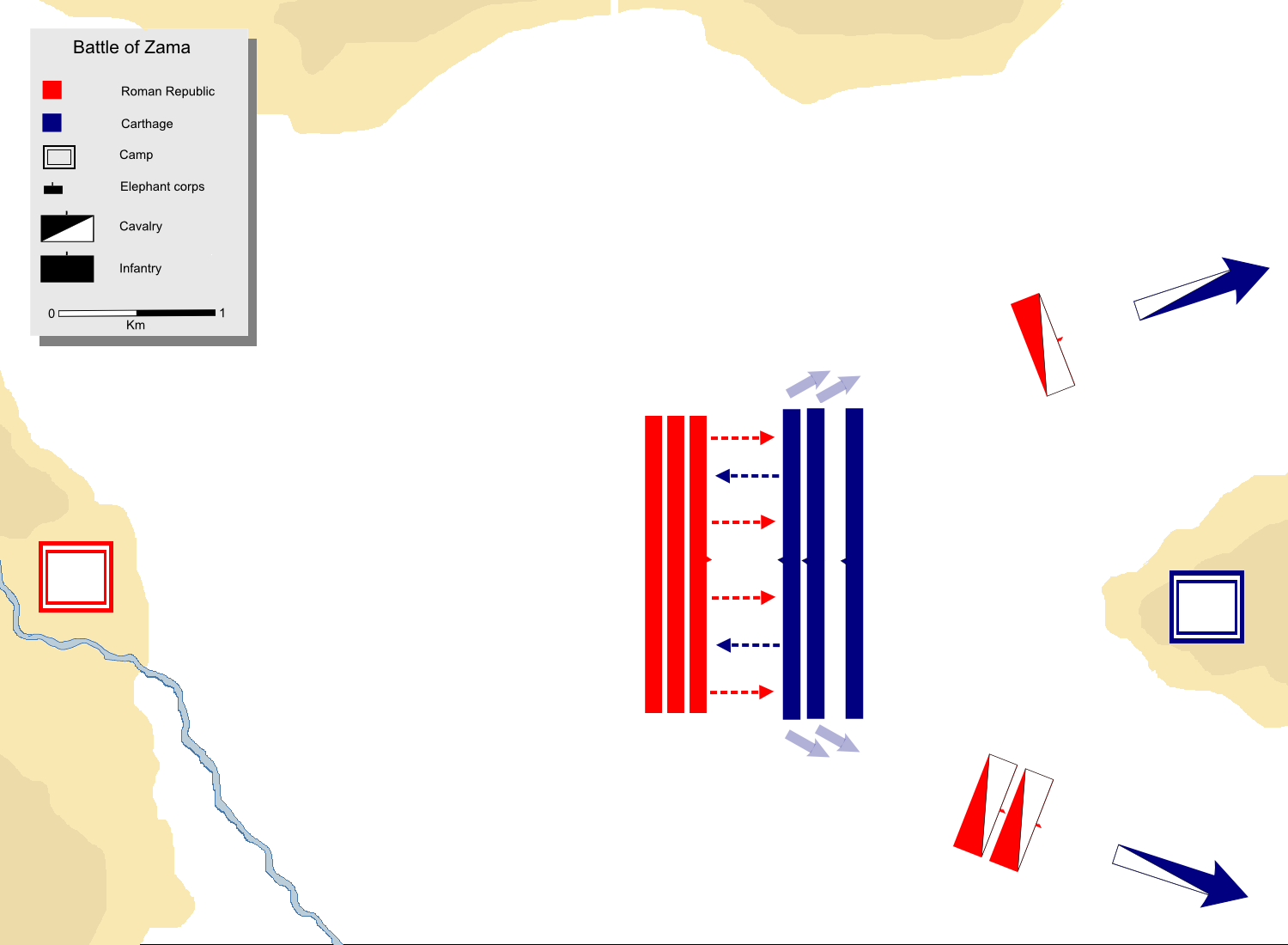
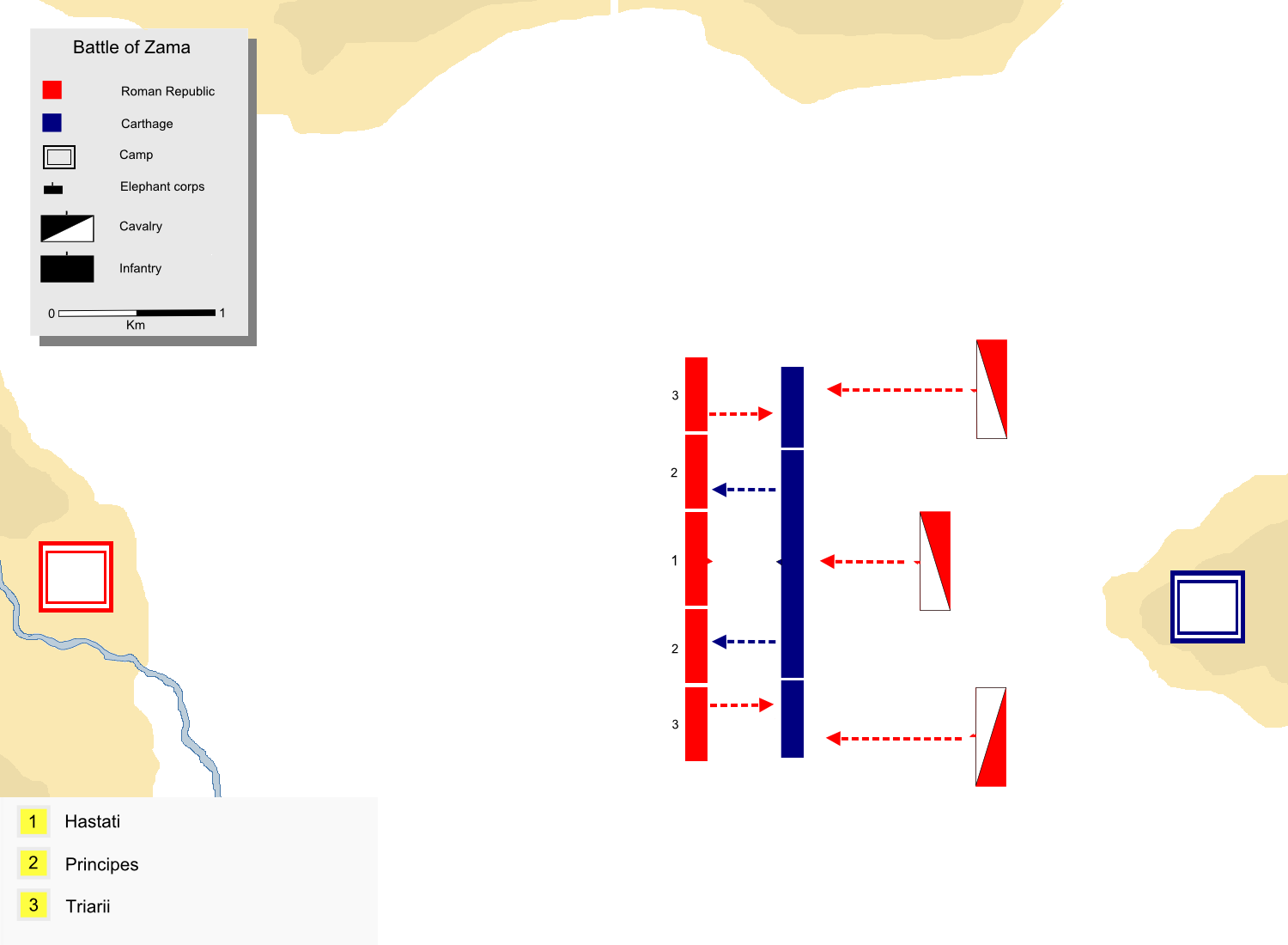